# 홍형표
홍형표(洪炯杓, 1957년 8월 2일~)는 대한민국의 공무원이다. 제6대 행정중심복합도시건설청 차장을 지냈다.

## 경력
- 제주개발사무소 공사과 과장
- 대전지방국토관리청 하천국 국장
- 국토해양부 수자원정책과 과장
- 2008.03: 한강홍수통제소장
- 2009.04: 국토해양부 4대강살리기추진본부 기획국장
- 2011.03: 국토해양부 수자원정책관
- 2011.07: 국토해양부 4대강살리기추진본부장
- 2013.04: 행정중심복합도시건설청 차장

| 전임 이충재 | 제6대 행정중심복합도시건설청 차장 2013년 4월 12일~2014년 5월 20일 | 후임 박명식 |